# Shirataka (Stadt)
Shirataka (jap. 白鷹町, -machi) ist eine Stadt im Landkreis Nishiokitama in der japanischen Präfektur Yamagata.

## Geografie
Die Gemeinde wird von Süd nach Nord vom Mogami durchflossen. Bedeutende Erhebungen sind der 1.237 m hohe Hayama (葉山) auf der Grenze zu Nagai und Asahi, sowie der 994 m hohe Vulkan Shirataka-yama (白鷹山) an der Grenze zu Nan’yō und Yamanobe.

## Geschichte
Bei der Einführung des modernen japanischen Gemeindewesens am 1. April 1889 entstanden im Landkreis Nishiokitama u. a. die Dorfgemeinden (mura) Arato (荒砥村, -mura), Shirataka (白鷹村, -mura), Higashine (東根村, -mura), Ayukai (鮎貝村, -mura) und Koguwa (蚕桑村, -mura). Am 3. Dezember 1890 wurde Arato zur Kleinstadt (machi) erhoben. Am 1. Januar 1892 wurde aus Gebieten von Shirataka das Dorf Jūō (十王村, -mura) gebildet. Am 1. Oktober 1954 wurden alle sechs Gemeinden zum heutigen Shirataka fusioniert, wobei das damalige Arato das Zentrum bildet. Am 10. Oktober 1955 wurde der Ortsteil Haryū (針生) von Asahi im benachbarten Landkreis Nishimurayama der Gemeinde Shirataka zugeschlagen.

## Verkehr

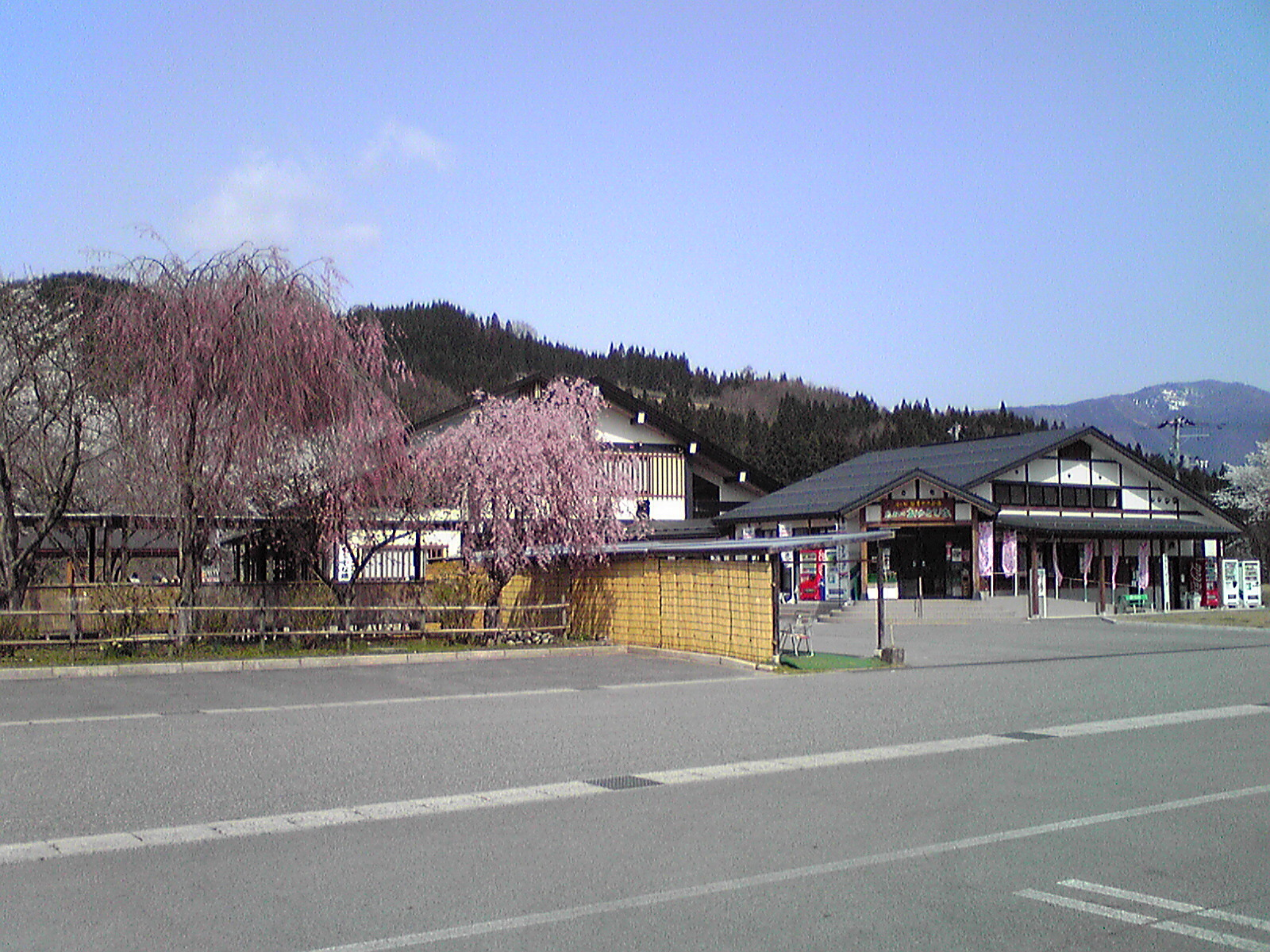
Bahnhof Shirataka

Die wichtigsten Fernstraßen in Shirataka sind die Nationalstraßen 287 nach Yonezawa oder Higashine, sowie die Nationalstraße 348 nach Nagai oder Yamagata.
Anschluss an das Schienennetz besteht über die Yamagata Tetsudō Flower Nagai-sen mit Halt in Koguwa, Ayukai, Shikinosato und Arato. Die Linie wurde bis 1988 von der JR East betrieben, vormals Japanese National Railways.

## Städtepartnerschaften
Shirataka schloss am 11. Mai 1972 eine Städtefreundschaft mit Tochio in der Präfektur Niigata. Allerdings wurde diese Stadt zum 1. Januar 2006 nach Nagaoka eingemeindet und die damit Städtefreundschaft aufgelöst.

## Bildung

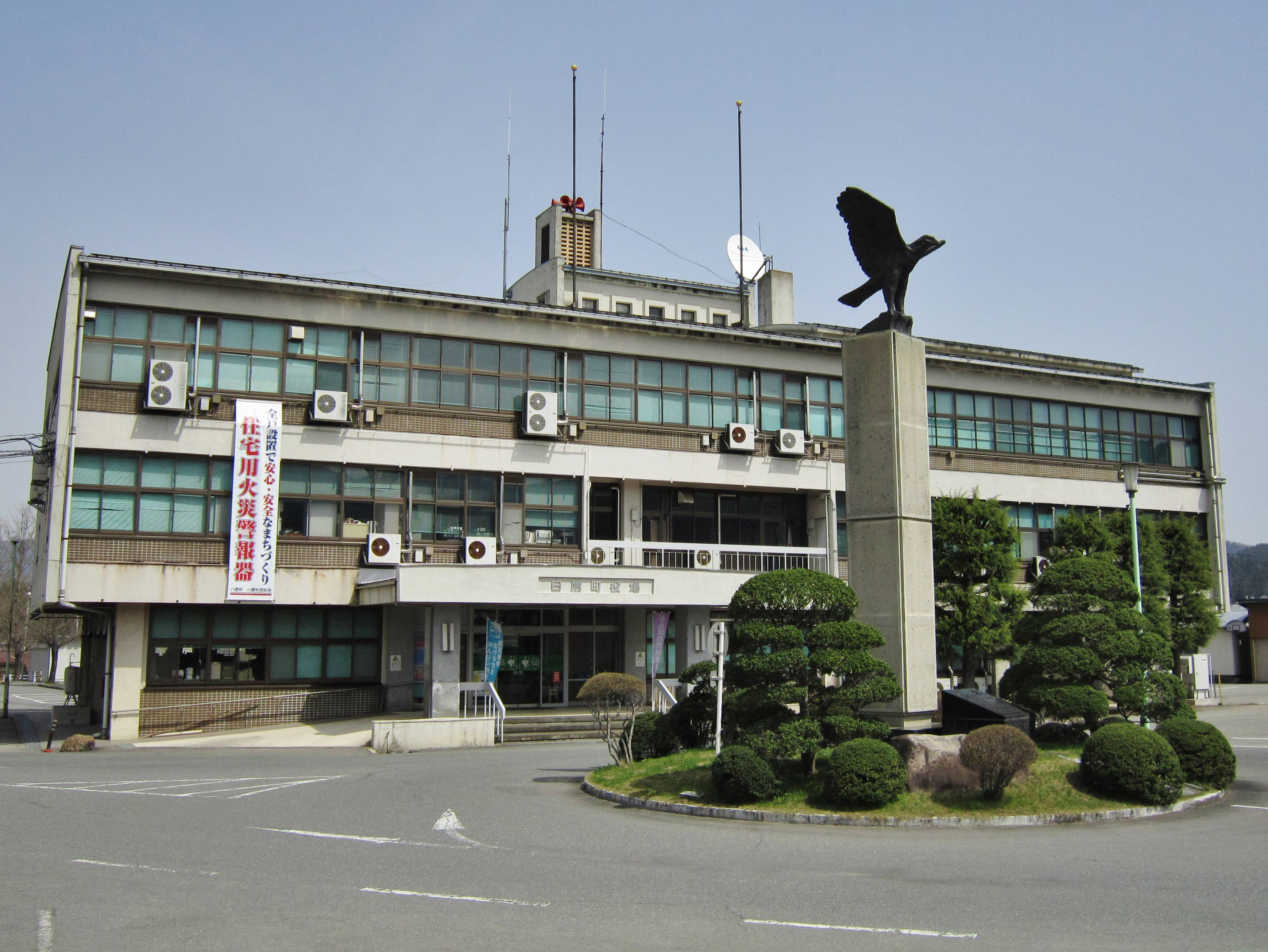
Rathaus

In Shirataka befinden sich sechs städtische Grundschulen (白鷹町立X小学校, Shirataka-chōritsu X shōgakkō): Koguwa, Ayukai, Arato, Takayama (鷹山), Nakayama (中山) und Higashine, die städtischen Mittelschulen Ost (白鷹町立東中学校, Shirataka-chōritsu Higashi chūgakkō) und West (白鷹町立西中学校, Shirataka-chōritsu Nishi chūgakkō), sowie die präfekturale Oberschule Arato (山形県立荒砥高等学校, Yamagata-kenritsu Arato kōtō gakkō).